# Vicoa krascheninnikovii
Vicoa krascheninnikovii là một loài thực vật có hoa trong họ Cúc. Loài này được (Kamelin) Czerep. mô tả khoa học đầu tiên năm 1981.